# Anton Graf Schwerin von Krosigk
Anton Graf Schwerin von Krosigk (* 21. Juli 1925 in Heeren-Werve; † 19. Juli 2022 bei Leezen) war ein deutscher Verwaltungsjurist und Politiker (parteilos). Er war von 1966 bis 1990 Landrat des Kreises Segeberg und gilt als einer der am längsten amtierenden Kommunalpolitiker in Schleswig-Holstein.

## Familie
Anton Graf Schwerin von Krosigk wurde auf Haus Heeren geboren und war eines von neun Kindern des letzten Reichsministers der Finanzen (1932 bis 1945) Johann Ludwig Graf Schwerin von Krosigk und dessen Frau Ehrengard geb. Freiin von Plettenberg. Ein angeheirateter Urgroßonkel war Karl Marx, Verfasser des kommunistischen Manifests.
Eine seiner Nichten ist die AfD-Politikerin Beatrix von Storch.

## Leben
Der parteilose Jurist begann nach dem Abitur und Studium seinen beruflichen Werdegang bei einer Wirtschaftsprüfungsgesellschaft, beim Bundesverwaltungsgericht sowie beim Landtag Schleswig-Holstein. 
Er war vom 1. April 1966 bis zum 3. Juli 1990 Landrat des Kreises Segeberg. Als Segeberger Landrat wurde er zweimal (1974 und 1982) wiedergewählt. Ein bedeutendes Ereignis in seiner Amtszeit war die Kreisreform zum 1. Januar 1970, die den Kreis Segeberg um die damals neu gegründete Stadt Norderstedt vergrößerte.
Parallel zu seiner politischen Tätigkeit war Graf Schwerin von Krosigk Vorsitzender des DRK-Kreisverbands Segeberg. Von 1984 bis 1988 war er zudem Vizepräsident des Deutschen Bibliotheksverbandes, der Dachorganisation aller deutschen Staats-, Gemeinde-, Spezial- und kirchlichen Bibliotheken.
Graf Schwerin von Krosigk war Rechtsritter des Johanniterordens (Balley Brandenburg des Ritterlichen Ordens Sankt Johannis vom Spital zu Jerusalem), einer evangelischen Ordensgemeinschaft. Er zählte 1969 zu den Gründungsmitgliedern des Rotary-Clubs Segeberg.
Graf Schwerin von Krosigk lebte in Bad Segeberg und war ab 1950 mit der Archäologin Hildegard Schwerin von Krosigk, geborene Holtz (1925–2021) verheiratet. Aus dieser Ehe gingen vier Kinder hervor.
Am 18. Juli 2022 meldeten ihn seine Angehörigen als vermisst, nachdem er am selben Tag bei einer Autofahrt von Bad Segeberg nach Högersdorf sein Ziel nicht erreicht hatte. Am 4. August 2022 wurde seine Leiche an einem Feld bei Leezen (Holstein) gefunden. Die Untersuchungen ergaben, dass kein Fremdverschulden vorlag. Er wurde in Bad Segeberg bestattet.

## Ehrungen und Auszeichnungen
- Heinrich-Rantzau-Medaille der Stadt Segeberg (1984)[16]
- Verdienstorden der Bundesrepublik Deutschland (Verdienstkreuz am Bande; Verdienstkreuz 1. Klasse)